# روايات مصرية للجيب
سلاسل روايات مصرية للجيب هي سلسلة من أشهر سلاسل الروايات في مصر والعالم العربي لدى القراء الشباب صدرت عام 1984 م للكاتب الدكتور نبيل فاروق في سلسلة (رجل المستحيل) وهي من روايات الحركة و(ملف المستقبل) التي تحمل طابع الخيال العلمي. في منتصف التسعينات انضم إليها الكاتب أحمد خالد توفيق بسلسلة (ما وراء الطبيعة) ذات طابع الغموض المرعب ثم سلسلة (فانتازيا) وهي عن الخيال المطلق مما ضاعف أعداد القراء لأن سلاسل الروايات أصبحت تغطي معظم أنواع الروايات. وهي من إصدارات المؤسسة العربية الحديثة للطباعة والنشر شعارها «مشروع القرن الثقافي» 
حققت سلاسل روايات مصرية للجيب شهرة واسعة لعدة أسباب منها أنها تعتمد على بطولة شخصيات عربية بعضها مستوحى من الواقع. وتستخدم أسلوب التشويق والتجديد الدائم والتنوع في الأفكار. وتعتمد على الكثير من الحقائق العلمية المفيدة للقارئ في موضوع الرواية وتوضيح ذلك في الحواشي بعبارة < حقيقة علمية> بالإضافة صغر حجم الرواية وبساطة سعرها خاصة في الأعداد الأولى مما شجع صغار القراء على اقتنائها .

## سلاسل الروايات
هناك العديد من سلاسل الروايات التي أنتجت ضمن سلاسل روايات مصرية للجيب مع التعريف بها كما هو على غلاف الرواية:

### رجل المستحيل
أدهم صبري بقدراته الفذة ومغامراته البطولية المقتبسة عن ملفات المخابرات المصرية الحقيقية

### ملف المستقبل
نور الدين وفريقه الاحترافي في مغامرات مستقبلية مثيرة وراقية من الخيال العلمي

### سلسلة الأعداد الخاصة للدكتور نبيل فاروق
مجموعة من المغامرات المميزة والاستثنائية لأبطال سلسلتي رجل المستحيل وملف المستقبل

### كوكتيل 2000
سلسلة الدكتور نبيل فاروق المفضلة وتشكيلة ذكية من الدراما، الحركة، والخيال العلمي

### أرزاق
رائعة الدكتور نبيل فاروق، ودراما اجتماعية تاريخية مصرية مؤثرة في أربعة أجزاء كاملة

### ما وراء الطبيعة
اختبر الرعب والتشويق مع حكايات العجوز رفعت إسماعيل المشوقة وأسلوبه الساخر المميز

### سافاري
مغامرات الدكتور علاء عبد العظيم في أدغال أفريقيا. شخصيات عديدة، وأسلوب أدبي مميز

### فانتازيا
شارك عبير مغامراتها الممتعة والشيقة في أرض الخيال وعالم الأدب والفن

### سلسلة الأعداد الخاصة للدكتور أحمد خالد توفيق
مجموعة من المغامرات المميزة والاستثنائية لأبطال سلاسل ما وراء الطبيعة وسافاري وفانتازيا

### فارس الأندلس
أمجاد العرب البطولية تتجسد في مغامرات هذا الفارس الأندلسي

### سيف العدالة
بطل من المستقبل يتصدى للشر ويحقق العدالة في زمننا الحاضر

### زهور
باقة من الرومانسية، الحب، والدراما في أرقى مستوياتها

### سلة الروايات
مجموعة متميزة من الروايات المتنوعة والشيقة، بأقلام شابة مبدعة للفائزين في مسابقة المؤسسة العربية الحديثة

### بلية العجيب
مجموعة متميزة من الروايات الشيقة للأطفال، قام بتأليفها الأستاذ عبد الحميد عبد المقصود ورسوم فواز محمد هنطش

### المكتب رقم 19
المقدم ممدوح عبد الوهاب في مهمات انتحارية مثيرة تفوق الخيال، ضد عالم الجريمة والشر

### زووم
سلسلة خفيفة يكتبها الدكتور نبيل فاروق وتجمع ما بين المعلومة الغنية والتسلية المرحة

### مغامرات ع × 2
مغامرات بوليسية شيقة يكتبها الدكتور نبيل فاروق

### بانوراما
سلسلة قديمة للدكتور نبيل فاروق مماثلة لسلسلة كوكتيل 2000 يحتوي كل عدد على عدة قصص منفصلة

### فلاش
متعة، ثقافة، تسلية، وعشرات الشخصيات المصورة، في إطار رائع جذب كافة الأعمار من تأليف خالد الصفتي

### سماش
كتاب الشباب من تأليف خالد الصفتي، والسلسلة التي تجمع الشخصيات الطريفة والعديد من الأبواب المتنوعة والمفيدة

### نوڤا
سلسلة مميزة من الخيال العلمي، وقصص من عالم الغد تأليف رؤوف وصفي

### روايات عالمية للجيب
أشهر الروايات العالمية الأجنبية، بترجمة عربية مبسطة وأسلوب حديث شيق